# Guineese syli
De Guineese syli was tussen 1971 en 1985 de munteenheid van Guinee-Conakry. Hij was onderverdeeld in 100 cauris. Het Maninkakanse woord syli betekent "olifant", terwijl cauri verwijst naar de schelpen die vroeger als betaalmiddel werden gebruikt. De syli verving de Guineese frank met een koers van 1 syli = 10 frank.
Munten van 50 cauris, 1, 2 en 5 sylis waren gemaakt van aluminium. Bankbiljetten uit de serie 1971 werden uitgegeven in coupures van 10, 25, 50 en 100 sylis. In 1980 werd een tweede serie bankbiljetten uitgegeven, dit keer in verschillende kleuren en met vier extra coupures: 1, 2, 5 en 500 sylis-biljetten.
De Guineese syli werd in 1985 vervangen door de Guineese frank tegen pari.